# 666
| 666                |
| ------------------ |
| Dødsfald - Fødsler |
|                    |

| Gregoriansk kalender | 666 DCLXVI              |
| Ab urbe condita      | 1419                    |
| Armensk kalender     | 115 ԹՎ ՃԺԵ              |
| Kinesiske kalender   | 3362 – 3363 乙丑 – 丙寅 |
| Etiopisk kalender    | 658 – 659               |
| Jødisk kalender      | 4426 – 4427             |
| Hindukalendere       |                         |
| - Vikram Samvat      | 721 – 722               |
| - Shaka Samvat       | 588 – 589               |
| - Kali Yuga          | 3767 – 3768             |
| Iransk kalender      | 44 – 45                 |
| Islamisk kalender    | 45 – 46                 |

For en beskrivelse af uhyret 666 se Dyrets tal og Hexakosioihexekontahexafobi.

## Begivenheder
- Benediktiner-klostrene Chertsey Abbey ved Chertsey og Barking Abbey (i dag Barking, London) i England grundlægges af den senere biskop af London Earconwald, hvor han og sin søster Æthelburh indsættes som henholdsvis første abbed og abbedisse.

 Dette afsnit eller denne liste er kun påbegyndt. Hvis du ved mere om emnet, kan du hjælpe Wikipedia ved at tilføje mere.

## Dødsfald
- Yeon Gaesomun – militærleder og diktator af det koreanske Goguryeo (født 603).